# Saint-Just (Cantal)
Saint-Just is een plaats en voormalige gemeente in het Franse departement Cantal in de regio Auvergne-Rhône-Alpes en telt 222 inwoners (1999).
Op 1 januari 2016 fuseerde Saint-Just de gemeenten Faverolles, Loubaresse en Saint-Marc tot de huidige gemeente Val-d'Arcomie. Deze gemeente maakt deel uit van het arrondissement Saint-Flour.

## Geografie
De oppervlakte van Saint-Just bedraagt 16,5 km², de bevolkingsdichtheid is 13,5 inwoners per km².
De onderstaande kaart toont de ligging van Saint-Just (Cantal) met de belangrijkste infrastructuur en aangrenzende gemeenten.

## Demografie
Onderstaande figuur toont het verloop van het inwonertal.
Vanwege een beveiligingsprobleem met de MediaWiki Graph-software is het momenteel niet mogelijk deze grafiek weer te geven. Zodra de software is bijgewerkt zal de grafiek vanzelf weer zichtbaar worden.
Faverolles · Loubaresse · Saint-Just · Saint-Marc
Faverolles · Loubaresse · Saint-Just · Saint-Marc